# (2624) Samitchell
(2624) Samitchell (1962 RE; 1954 UF; 1969 PY; 1977 NJ; 1978 RW5; 1988 BR5) ist ein Asteroid des äußeren Hauptgürtels, der am 7. September 1962 im Rahmen des Indiana Asteroid Programs am Goethe-Link-Observatorium in Brooklyn, Indiana (IAU-Code 760) entdeckt wurde. Durch das Indiana Asteroid Program wurden insgesamt 119 Asteroiden neu entdeckt.

## Benennung
(2624) Samitchell wurde nach Samuel Alfred Mitchell (1874–1960) benannt, der von 1899 bis 1913 Mitglied der Fakultät der Columbia University war. Von 1913 bis 1945 war er Direktor des Leander McCormick Observatory (IAU-Code 780).